# Flexiseps johannae
Flexiseps johannae — вид сцинкоподібних ящірок родини сцинкових (Scincidae). Мешкає на Коморських островах.

## Поширення і екологія
Flexiseps johannae мешкають на островах Великий Комор, Мохелі, Анжуан і Майотта. Вони живуть у вологих тропічних лісах, на полях і плантаціях.